# Villeperdue
Villeperdue est une commune française située dans le département d'Indre-et-Loire en région Centre-Val de Loire.
Ses habitants sont appelés les Villeperdusiens, Villeperdusiennes, ou encore, selon le folklore local, les Introuvables.

## Géographie
| Thilouze    |             | Sorigny                      |
|             | Villeperdue |                              |
| Saint-Épain |             | Sainte-Catherine-de-Fierbois |

### Paysages
Le territoire de Villeperdue constitue indéniablement une transition entre les pays de l'Indre et ceux de la Vienne. Sa géographie administrative est au demeurant là pour l'illustrer : en effet, bien que située dans le canton de Montbazon et dans l'arrondissement de Tours, Villeperdue fait partie de la communauté de communes de Sainte-Maure-de-Touraine. Ceci témoigne de ses liens, nombreux et forts, avec la Touraine du Sud.
Elle est par ailleurs traversée par d'importants axes de communication, à savoir la ligne de chemin de fer de Tours à Poitiers d'une part, et l'autoroute A10 de l'autre.

### Hydrographie

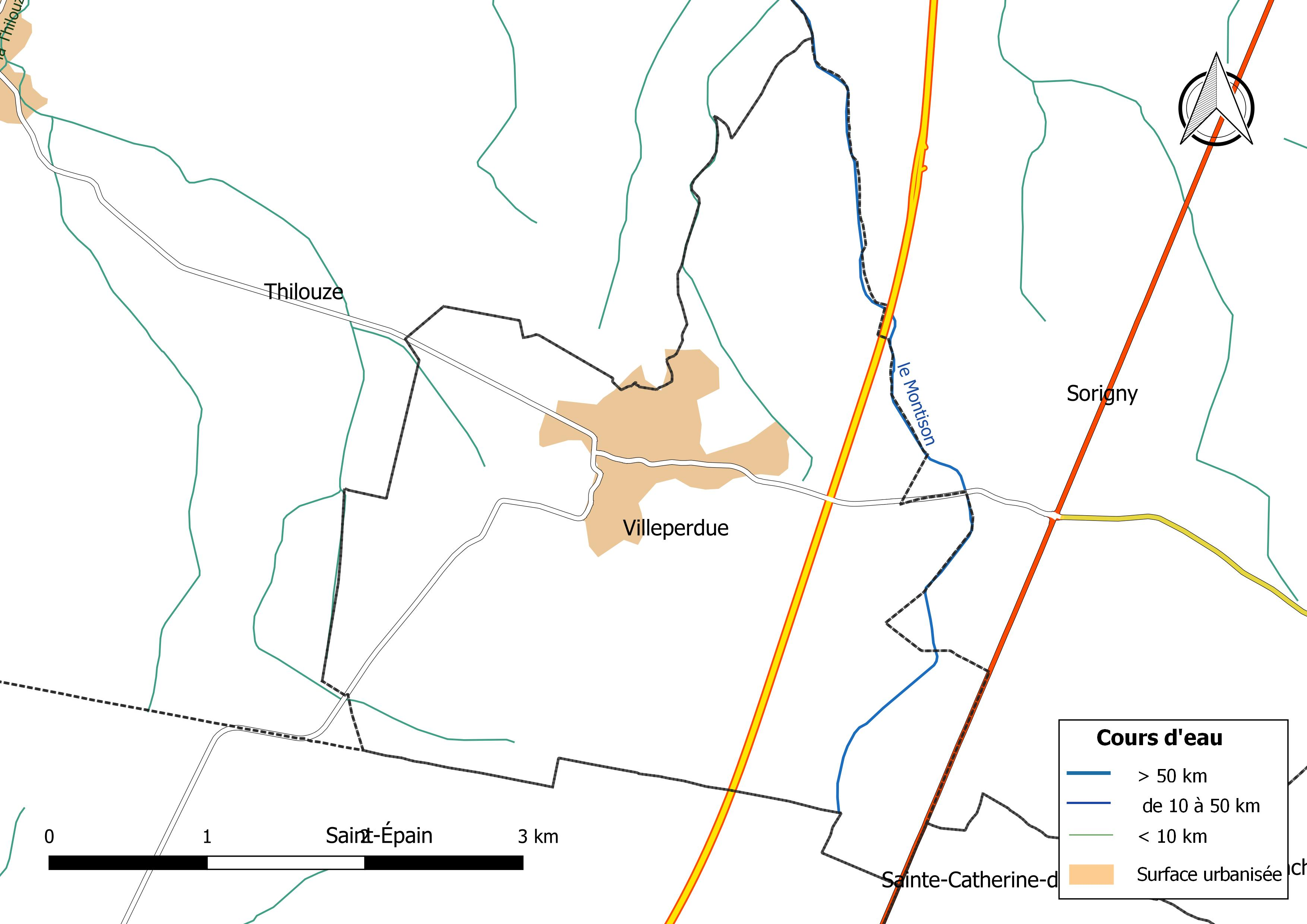
Réseau hydrographique de Villeperdue.

Le réseau hydrographique communal, d'une longueur totale de 7,91 km, comprend un cours d'eau notable, le Montison (3,67 km), qui constitue la limite communale est, et six petits cours d'eau pour certains temporaires,.
Le Montison, d'une longueur totale de 14,1 km, prend sa source sur le territoire communal et se jette dans l'Indre à Artannes-sur-Indre, après avoir traversé 5 communes. 
Sur le plan piscicole, le Montison est classé en deuxième catégorie piscicole. Le groupe biologique dominant est constitué essentiellement de poissons blancs (cyprinidés) et de carnassiers (brochet, sandre et perche).
En 2019, la commune est membre de la communauté de communes Touraine Vallée de l'Indre qui est elle-même adhérente au syndicat d'aménagement de la vallée de l'Indre. Créé par arrêté préfectoral du 12 septembre 1985 à la suite des crues historiques de décembre 1982 et janvier 1983, ce syndicat a pour vocation d'une part l'atteinte du bon état écologique des cours d'eau par des actions de restauration de zones humides et des cours d'eau, et d'autre part de participer à la lutte contre les inondations par des opérations de sensibilisation de la population ou de restauration et d'entretien sur le lit mineur, et sur les fossés situés dans le lit majeur de l'Indre appelés localement « boires », et de l'ensemble des cours d'eau du bassin versant de l'Indre.

### Climat
Pour des articles plus généraux, voir Climat du Centre-Val de Loire et Climat d'Indre-et-Loire.
En 2010, le climat de la commune est de type climat océanique altéré, selon une étude du CNRS s'appuyant sur une série de données couvrant la période 1971-2000. En 2020, Météo-France publie une typologie des climats de la France métropolitaine dans laquelle la commune est toujours exposée à un climat océanique altéré et est dans la région climatique  Moyenne vallée de la Loire, caractérisée par une bonne insolation (1 850 h/an) et un été peu pluvieux. 
Pour la période 1971-2000, la température annuelle moyenne est de 11,1 °C, avec une amplitude thermique annuelle de 15 °C. Le cumul annuel moyen de précipitations est de 696 mm, avec 11,3 jours de précipitations en janvier et 6,6 jours en juillet. Pour la période 1991-2020, la température moyenne annuelle observée sur la station météorologique de Météo-France la plus proche, sur la commune de Saint-Épain à 9 km à vol d'oiseau, est de 12,3 °C et le cumul annuel moyen de précipitations est de 745,6 mm,. Pour l'avenir, les paramètres climatiques de la commune estimés pour 2050 selon différents scénarios d'émission de gaz à effet de serre sont consultables sur un site dédié publié par Météo-France en novembre 2022.

## Urbanisme

### Typologie
Au 1er janvier 2024, Villeperdue est catégorisée bourg rural, selon la nouvelle grille communale de densité à sept niveaux définie par l'Insee en 2022.
Elle est située hors unité urbaine. Par ailleurs la commune fait partie de l'aire d'attraction de Tours, dont elle est une commune de la couronne,. Cette aire, qui regroupe 162 communes, est catégorisée dans les aires de 200 000 à moins de 700 000 habitants,.

### Occupation des sols
L'occupation des sols de la commune, telle qu'elle ressort de la base de données européenne d’occupation biophysique des sols Corine Land Cover (CLC), est marquée par l'importance des territoires agricoles (87,5 % en 2018), une proportion sensiblement équivalente à celle de 1990 (87,9 %). La répartition détaillée en 2018 est la suivante : 
terres arables (58,9 %), prairies (17,5 %), zones agricoles hétérogènes (11,1 %), zones urbanisées (7 %), forêts (5,5 %). L'évolution de l’occupation des sols de la commune et de ses infrastructures peut être observée sur les différentes représentations cartographiques du territoire : la carte de Cassini (XVIIIe siècle), la carte d'état-major (1820-1866) et les cartes ou photos aériennes de l'IGN pour la période actuelle (1950 à aujourd'hui).

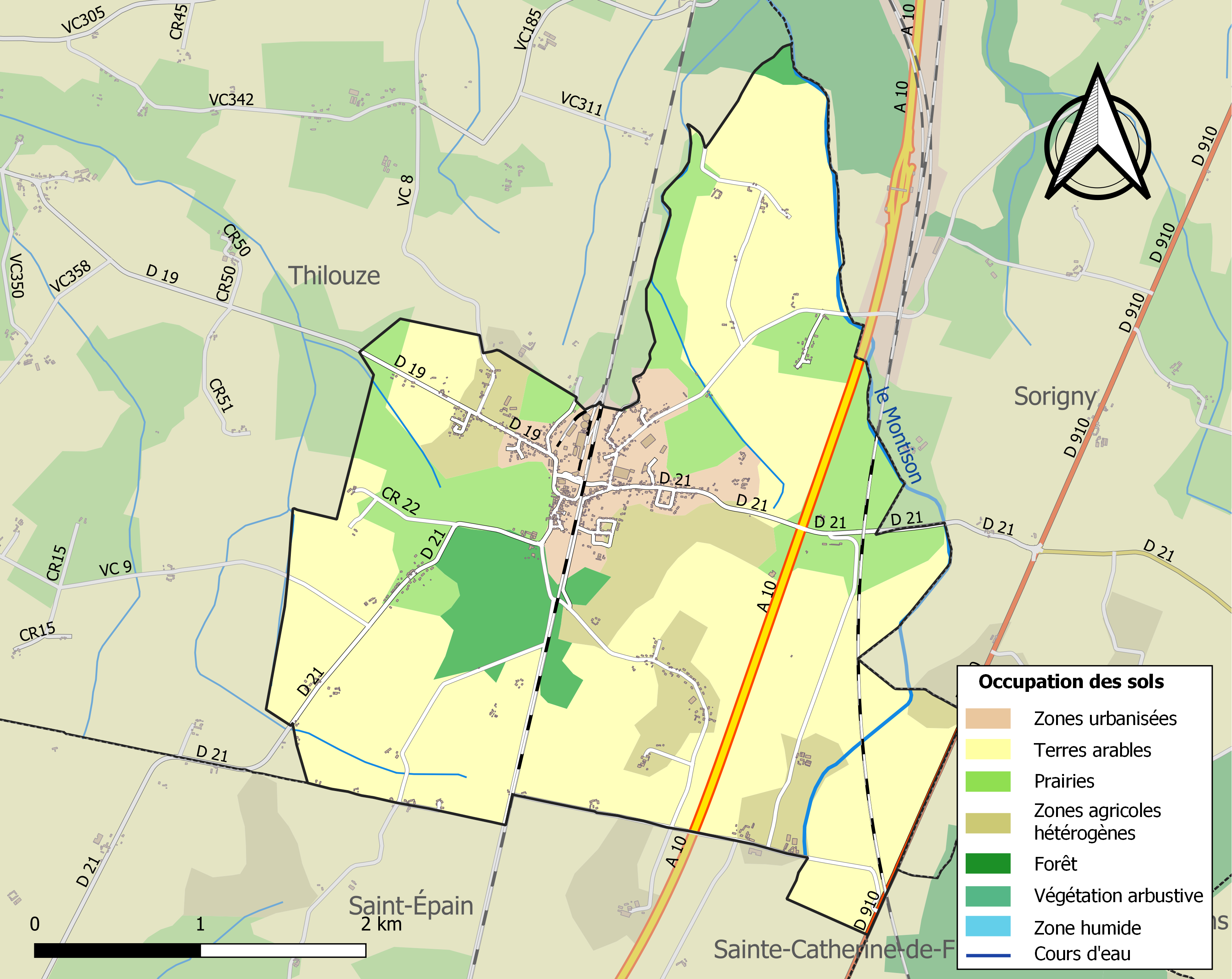
Carte des infrastructures et de l'occupation des sols de la commune en 2018 (CLC).

### Un bourg rural attractif

#### La croissance démographique retrouvée
Néanmoins, le territoire communal n'est pas un simple espace franchi : la fréquentation de la modeste gare le prouve et, bien loin de restreindre son service, comme elle l'avait en un temps envisagé, la SNCF tend à l'élargir. Depuis le début des années 1990, Villeperdue attire de nouveau des habitants : proche de Tours, elle a joui d'un coût des terrains avantageux. Une politique avisée d'embellissement du bourg a permis de mettre plus en valeur le potentiel de ses aménités. En 2008, le conseil général d'Indre-et-Loire a financé la réalisation de logements sociaux en plein centre-bourg.

#### Des commerces et des services bien diversifiés
Aussi, avec ses habitants, Villeperdue tend-elle à retrouver ses commerces : à la boulangerie s'adjoint un bar-tabac, une graineterie et même un salon de coiffure. L'importante maison de matériaux Léger, vient étoffer les activités de la commune ; il en est de même de l'importante entreprise de récupération en tous genres, créée par M. Maurice Dufresne, au lendemain de la Libération.

### Risques majeurs
Le territoire de la commune de Villeperdue est vulnérable à différents aléas naturels : météorologiques (tempête, orage, neige, grand froid, canicule ou sécheresse) et séisme (sismicité faible). Un site publié par le BRGM permet d'évaluer simplement et rapidement les risques d'un bien localisé soit par son adresse soit par le numéro de sa parcelle.

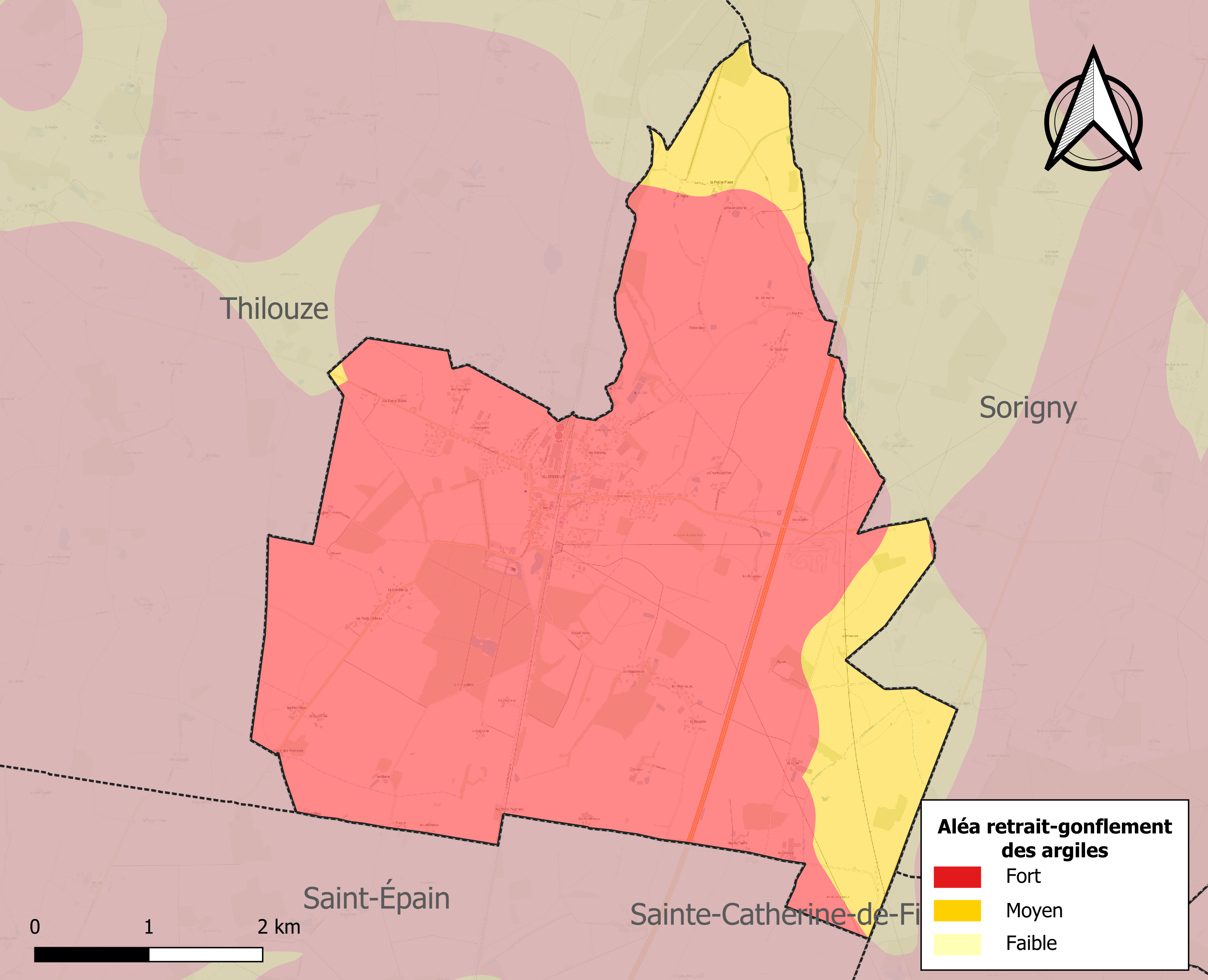
Carte des zones d'aléa retrait-gonflement des sols argileux de Villeperdue.

Le retrait-gonflement des sols argileux est susceptible d'engendrer des dommages importants aux bâtiments en cas d’alternance de périodes de sécheresse et de pluie. La totalité de la commune est en aléa moyen ou fort (90,2 % au niveau départemental et 48,5 % au niveau national). Sur les 387 bâtiments dénombrés sur la commune en 2019, 387 sont en aléa moyen ou fort, soit 100 %, à comparer aux 91 % au niveau départemental et 54 % au niveau national. Une cartographie de l'exposition du territoire national au retrait gonflement des sols argileux est disponible sur le site du BRGM,.
Concernant les mouvements de terrains, la commune a été reconnue en état de catastrophe naturelle au titre des dommages causés par la sécheresse en 1991, 1992, 1993, 1997 et 2003 et par des mouvements de terrain en 1999.

## Toponymie
Le nom de la localité est attesté sous les formes Census de Villa Perdita, XIIIe s. (Cartulaire de l’archevêché de Tours, charte 108, p. 253) ; Ville Perdue, mars 1399 (Archives Nationales-JJ 154, n° 181, fol. 111 v°) ; Villeperdue, XVIIIe s. (Carte de Cassini).
Du bas latin Villa Perdita. Villa = domaine rural, et perdita, participe passé adjectivé du verbe perdre = perdue, d'abord personne menacée dans sa vie physique, et au sens figuré, chemin, lieu situé à l'écart.
L’appellation 'Villa Perdita semblerait être issue de l’effondrement de l’empire romain et des ravages causés par les Alains et d’autres peuplades guerrières qui ont déferlé sur notre région et de la présence d’une “Villa” probablement carolingienne ; « villa » qui a bénéficié, au départ, de l’appui des moines de Saint Florent de Saumur.
Selon une légende populaire, Villeperdue doit son nom aux Arabes qui sont montés jusqu'à la commune en 732. Prise, la ville était donc une ville perdue, bien matériel dont une personne est privée ; sens attesté vers 1260, donc compatible avec les attestations les plus anciennes de ce nom.

## Histoire
D’après DOM HOUSSEAU, le château et le bourg de Villeperdue se nommaient « LA VILLA PEURERA » et, en 982, cette villa appartenait à Amalbert, abbé de Saint Florent de Saumur. Ce dernier la donna à cens au Comte d’Anjou, FOULQUES NERA, dont les descendants donnèrent cette seigneurie à cens aux archevêques de Tours au XIe siècle. Elle s’est trouvée protégée par une maison forte aux profondes douves restant en eau toute l’année. C’est au cours du XIe siècle que la localité a pris le nom de VILLA PERDITA, dont on ignore la raison et qui est à l’origine du nom actuel. Le domaine est donc devenu tourangeau et son changement de nom pourrait traduire ce changement de mouvance.
Ce nom pourrait aussi provenir du fait que le village a dû être pillé, détruit, voire brûlé, d’une part lors de l’effondrement de l’empire Romain, d’autre part par les Sarrasins vaincus ou en fuite après la célèbre bataille « de POITIERS » en 732. Il a été transformé au cours des siècles en PERDITA, peut être en témoignage de cette destruction. Elle forme alors un fief relevant de l’archevêque de TOURS. La prévôté de VILLEPERDUE constituait un autre fief relevant également de l’archevêché.
A la fin du XIIIe siècle un nommé Pierre BONNARD vint de CANDES administrer la VILLAPERDITA au nom des archevêques de Tours. Ce fut à cette période que le bois du château fut planté et, dès le début du XIVe siècle, le château ne portera plus le même nom que le village mais portera celui de Boisbonnard.
Ce Pierre BONNARD eut pour successeur JEHAN de CHAMBRE. Les seigneurs de Boisbonnard, qui constituait alors un fief relevant de Sainte MAURE, sont inconnus jusqu’au XVIe siècle.
La famille de CORBIN le posséda au XVIe siècle puis celles de TOURS et de LANCELOT du BOUCHET au cours du XVIIe siècle. En 1670, il fut acquis par Henri PARIS, chanoine de Saint Martin qui eut son neveu pour successeur.
De 1730 à 1791, il fut aux mains des MILON de MESNES. En 1757, les habitants de Villeperdue assurent la construction d’une route allant de Boisbonnard à la Voie Royale reliant Paris à Bordeaux. La famille MILON de MESNES, propriétaire du château, a contribué à cette réalisation et obtenu du roi que, pour cette année, les habitants soient déchargés de la totalité de l’impôt.
En témoignage de cela une borne avait été placée au carrefour de ces 2 routes avec la mention : « route de Villeperdue et Boisbonnard de 1600 T (toises) à la charge des habitants de la paroisse de VILLEPERDUE 1757 ». Borne sauvée de la destruction en 1967 et installée à proximité de l’entrée du cimetière communal ainsi qu’une autre borne semblable mais ne comportant pas d’inscription.
Pendant la révolution le Procureur de la commune se serait approprié la plupart des biens de la Cure et aurait obligé le curé du village à se marier, l’église aurait été pillée et le Chartrier du château aurait peut-être été brûlé.En 1791 le château devint propriété de Mme de SAINT WAST, née CREUZE. Les CREUZE de LESSER l’héritèrent ensuite. À partir de 1839 et par héritage il devient propriété de la famille d’ESPOUS qui le possède encore aujourd’hui.
Délimitation réalisée de Thilouze d’avec Villeperdue par Ordonnance Royale du 13 octobre 1824 : la commune de Villeperdue cède à celle de Thilouze la Faroire, que le géomètre délimitateur avait attribué par erreur à Villeperdue, dans son Procès-verbal du 10 juillet 1813 ; Thilouze cède à Villeperdue 15 ha environ aux Prés Gravoux (A.N.-F 2 II Indre-et-Loire 3).

## Politique et administration
| Période                                  | Période  | Identité       | Étiquette | Qualité  |
| ---------------------------------------- | -------- | -------------- | --------- | -------- |
| avant 1981                               | 2001     | Joseph Garreau | SE        |          |
| mars 2001                                | mai 2020 | Roland Mariau  | PS        | Retraité |
| mai 2020                                 | En cours | Frédéric Dupey | DVD       |          |
| Les données manquantes sont à compléter. |          |                |           |          |

## Population et société

### Démographie
L'évolution du nombre d'habitants est connue à travers les recensements de la population effectués dans la commune depuis 1793. Pour les communes de moins de 10 000 habitants, une enquête de recensement portant sur toute la population est réalisée tous les cinq ans, les populations de référence des années intermédiaires étant quant à elles estimées par interpolation ou extrapolation. Pour la commune, le premier recensement exhaustif entrant dans le cadre du nouveau dispositif a été réalisé en 2007.

En 2022, la commune comptait 1 110 habitants, en évolution de +9,68 % par rapport à 2016 (Indre-et-Loire : +1,67 %, France hors Mayotte : +2,11 %).
| 1793 | 1800 | 1806 | 1821 | 1831 | 1836 | 1841 | 1846 | 1851 |
| ---- | ---- | ---- | ---- | ---- | ---- | ---- | ---- | ---- |
| 541  | 624  | 867  | 844  | 839  | 503  | 491  | 465  | 502  |

| 1856 | 1861 | 1866 | 1872 | 1876 | 1881 | 1886 | 1891 | 1896 |
| ---- | ---- | ---- | ---- | ---- | ---- | ---- | ---- | ---- |
| 510  | 517  | 521  | 484  | 490  | 509  | 578  | 608  | 608  |

| 1901 | 1906 | 1911 | 1921 | 1926 | 1931 | 1936 | 1946 | 1954 |
| ---- | ---- | ---- | ---- | ---- | ---- | ---- | ---- | ---- |
| 610  | 615  | 620  | 576  | 594  | 538  | 549  | 542  | 583  |

| 1962 | 1968 | 1975 | 1982 | 1990 | 1999 | 2006 | 2007 | 2012 |
| ---- | ---- | ---- | ---- | ---- | ---- | ---- | ---- | ---- |
| 557  | 641  | 605  | 586  | 767  | 818  | 925  | 940  | 988  |

| 2017  | 2022  | - | - | - | - | - | - | - |
| ----- | ----- | - | - | - | - | - | - | - |
| 1 030 | 1 110 | - | - | - | - | - | - | - |

### Enseignement
Villeperdue se situe dans l'Académie d'Orléans-Tours (Zone B) et dans la circonscription de Saint Avertin.
L'école primaire accueille les élèves de la commune.

## Lieux et monuments
Situé à la périphérie de la ville, le château de Boisbonnard a été construit entre le XIVe et le XVIe siècle, il est inscrit au titre des monuments historiques par arrêté du 15 janvier 1990.

## Personnalités liées à la commune
Fortunat Milon de Mesne (1767 - 1847), qui fut l'un des plus fervents préfets royalistes de la Restauration, naquit à Villeperdue.
Pierre Benoit, de l'Académie française, situa dans cette commune son roman Villeperdue (Albin Michel, 1954).
Maurice Dufresne, entrepreneur de Villeperdue, y a fondé le musée qui porte son nom. Les visiteurs en apprécieront le charmant éclectisme, ainsi que l'authenticité.